# Gildenhuis (Dworp)

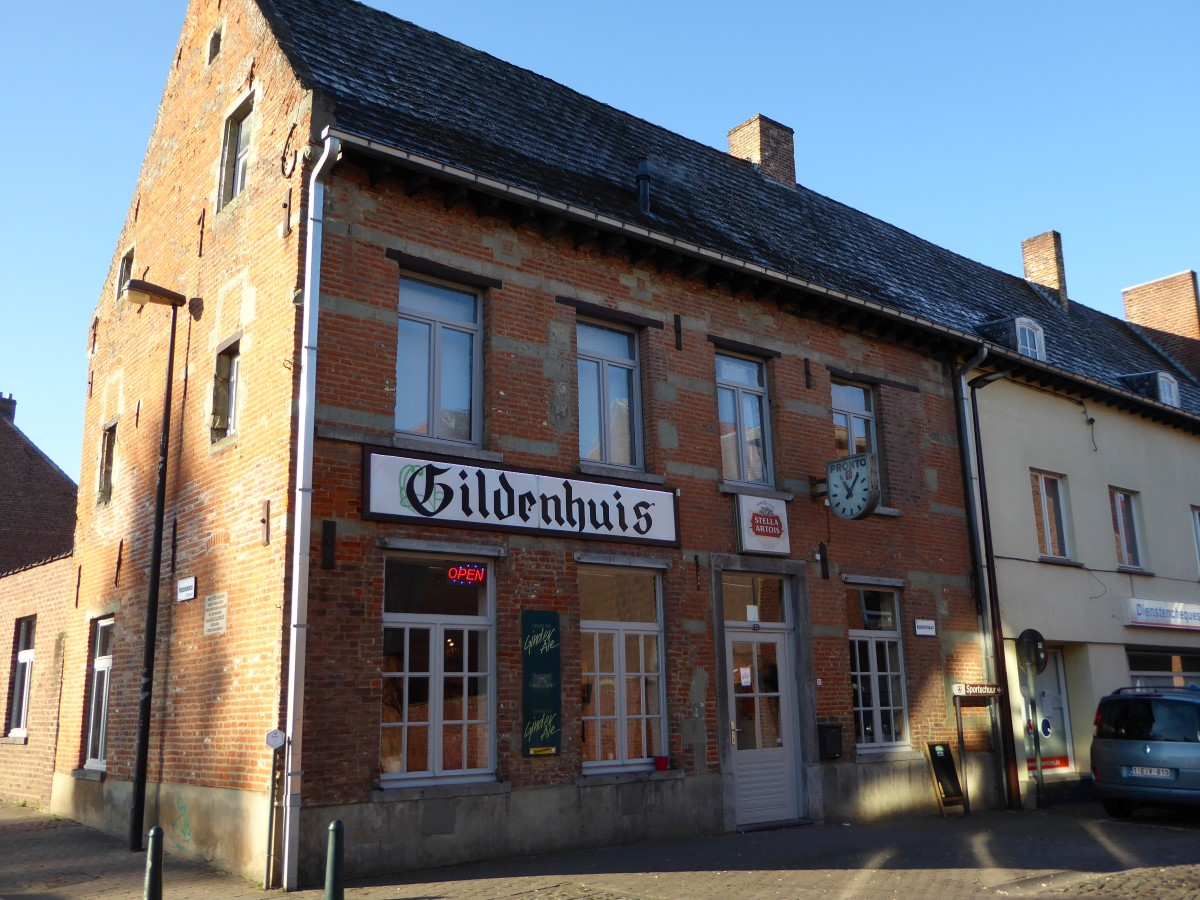
Gildehuis

Café Gildenhuis is een voormalige brouwerij annex café in de tot de Vlaams-Brabantse gemeente Beersel behorende plaats Dworp, gelegen aan de Kerkstraat 52 en Vroenenbosstraat 4.

## Geschiedenis
In 1685 was voor het eerst sprake van het Hooghuys wat een pand was met een brouwerij, een stokerij en stallen. Dit pand dateert -gezien de muurankers- van de 1516 maar is sindsdien sterk gewijzigd. In 1893 werd een nieuw brouwerijgebouw en een magazijn opgericht. De brouwerij heeft bestaan tot omstreeks 1915. In 1917 werd het verkocht aan de onderpastoor die er een sociaal parochiaal centrum in begon.
Een gedenksteen meldt: tot 1918 was het hier gedurende tweehonderd jaren de brouwerij van Hemelryck genaamd 'het hoochuys'.